# Dolina Dolnej Tanwi
Dolina Dolnej Tanwi este o arie protejată (sit de importanță comunitară — SCI) din Polonia întinsă pe o suprafață de 8.518,01 ha, integral pe uscat.

## Localizare
Centrul sitului Dolina Dolnej Tanwi este situat la coordonatele 50°25′32″N 22°49′54″E / 50.4255°N 22.8318°E.

## Înființare
Situl Dolina Dolnej Tanwi a fost declarat sit de importanță comunitară în octombrie 2009 pentru a proteja 1 specie de plante și 14 specii de animale.

## Biodiversitate
Situată în ecoregiunea continentală, aria protejată conține 18 habitate naturale: Vegetație psamofilă uscată cu pășuni deschise de Corynephorus și Agrostis, Lacuri eutrofice naturale cu vegetație de tip Magnopotamion sau Hydrocharition, Lacuri și iazuri distrofice naturale, Râuri cu maluri nămoloase cu vegetație de Chenopodion rubri p.p. și Bidention p.p., Pajiști uscate europene, Pajiști calcaroase din nisipuri xerice, Formațiuni ierboase bogate în specii de Nardus, dezvoltate pe substraturi silicioase în zone montane (și în zone submontane, în Europa continentală), Pajiști cu Molinia pe soluri calcaroase, turboase sau argilos-nămoloase (Molinion caeruleae), Liziere de ierburi înalte hidrofile de câmpie și de nivel montan până la alpin, Fânețe de joasă altitudine (Alopecurus pratensis, Sanguisorba officinalis), Turbării active, Mlaștini turboase de tranziție și turbării mișcătoare, Depresiuni pe substraturi de turbă de Rhynchosporion, Mlaștini împădurite, Păduri aluvionare cu Alnus glutinosa și Fraxinus excelsior (Alno-Padion, Alnion incanae, Salicion albae), Păduri mixte riverane de Quercus robur, Ulmus laevis și Ulmus minor, Fraxinus excelsior sau Fraxinus angustifolia, de-a lungul marilor râuri (Ulmenion minoris), Păduri de brad Holy Cross (Abietetum polonicum), Păduri central-europene de pin scoțian cu licheni.
La baza desemnării sitului se află mai multe specii protejate:
- plante (1): Angelica palustris
- amfibieni (2): buhai de baltă cu burta roșie (Bombina bombina), triton cu creastă (Triturus cristatus)
- mamifere (4): lupul (Canis lupus), castor (Castor fiber), vidră de râu (Lutra lutra), râs eurasiatic (Lynx lynx)
- nevertebrate (4): fluturele auriu (Euphydryas aurinia), libelule (Leucorrhinia pectoralis), fluturele purpuriu (Lycaena dispar), Ophiogomphus cecilia
- pești (3): zvârluga (Cobitis taenia), zglăvoacă (Cottus gobio), cicar (Lampetra planeri)
- reptile (1): țestoasa de baltă (Emys orbicularis)